# Кроу-Уинг (тауншип, Миннесота)
Кроу-Уинг (англ. Crow Wing) — тауншип в округе Кроу-Уинг, Миннесота, США. На 2000 год его население составило 1212 человек.

## География
По данным Бюро переписи населения США площадь тауншипа составляет 79,8 км², из которых 79,0 км² занимает суша, а 0,8 км² — вода (1,04 %).

## Демография
По данным переписи населения 2000 года здесь находились 1212 человек, 417 домохозяйств и 334 семьи.  Плотность населения —  15,3 чел./км².  На территории тауншипа расположено 438 построек со средней плотностью 5,5 построек на один квадратный километр. Расовый состав населения: 96,62 % белых, 0,66 % афроамериканцев, 0,91 % коренных американцев, 0,17 % азиатов, 1,24 % — других рас США и 0,41 % приходится на две или более других рас. Испанцы или латиноамериканцы любой расы составляли 1,73 % от популяции тауншипа.
Из 417 домохозяйств в 43,9 % воспитывались дети до 18 лет, в 63,8 % проживали супружеские пары, в 10,8 % проживали незамужние женщины и в 19,7 % домохозяйств проживали несемейные люди. 16,1 % домохозяйств состояли из одного человека, при том 4,6 % из — одиноких пожилых людей старше 65 лет. Средний размер домохозяйства — 2,89, а семьи — 3,21 человека.
32,0 % населения — младше 18 лет, 8,0 % — в возрасте от 18 до 24 лет, 29,4 % — от 25 до 44, 23,3 % — от 45 до 64, и 7,3 % — старше 65 лет. Средний возраст — 35 лет. На каждые 100 женщин приходилось 107,2 мужчин.  На каждые 100 женщин старше 18 приходилось 106,0 мужчин.
Средний годовой доход домохозяйства составлял 39 417 долларов, а средний годовой доход семьи —  42 174 доллара. Средний доход мужчин —  31 713  долларов, в то время как у женщин — 21 845. Доход на душу населения составил 16 139 долларов. За чертой бедности находились 6,1 % семей и 9,3 % всего населения тауншипа, из которых 9,9 % младше 18 и 12,2 % старше 65 лет.